# Nextory
Nextory，是日本的一家游戏开发商，公司成立于2008年，曾推出《魔法少女小圆》、《旋风管家》、《青之驱魔师》等手機遊戲。该公司于2015年11月宣布破产。